# Ħamrija Tower

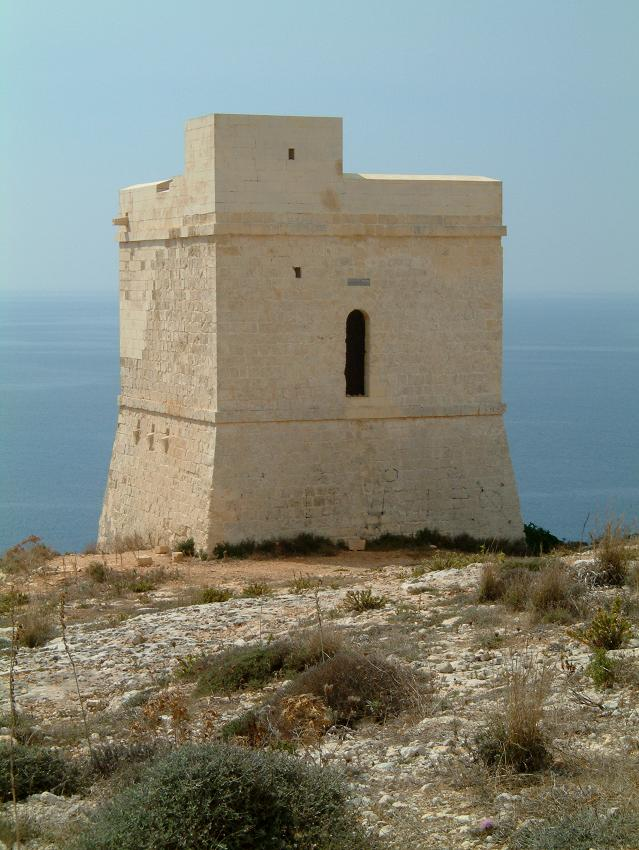
Hamrija Tower

Der Ħamrija Tower (maltesisch Torri tal-Ħamrija) ist eine während der Herrschaft des Johanniterordens im Jahr 1658 erbaute Befestigungsanlage in Malta. Der Turm steht auf den Klippen an der Südwestküste der Insel Malta in der Nähe der Ortschaften Qrendi und Għar Lapsi. In unmittelbarer Nähe befinden sich die Tempel von Mnajdra und Ħaġar Qim. Der Turm überwachte einen Großteil der südwestlichen Küste, das vorgelagerte Seegebiet und die Insel Filfla.

## Geschichte
Der Turm wurde als zwölfter einer Reihe von dreizehn Wachtürmen errichtet, die während der Herrschaft des Großmeisters Martin de Redin von 1657 bis 1660 erbaut wurden. Nach ihm werden diese Türme auch als de Redin Towers bezeichnet. Im Vergleich zu den 1609 bis 1614 erbauten Wignacourt Towers hatte sich die Aufgabe dieser Türme geändert. Wesentlich kleiner gebaut und schwächer bewaffnet, dienten sie vorrangig als Beobachtungsposten, von denen bei Annäherung einer gegnerischen Flotte die Garnison in Valletta und an anderen Orten alarmiert werden sollte. Dazu waren die Türme zusammen mit den Wignacourt Towers und den Lascaris Towers auf Sichtweite zueinander angeordnet, so dass bei Tag und Nacht optische Signale übermittelt werden konnten. Der nächstgelegene Turm im Südosten ist der Wardija Tower.

## Bauwerk
Wie auch alle anderen de Redin Towers besitzt der Hamrija Tower einen quadratischen Grundriss. Die Seitenlänge beträgt rund 8,1 m. Der Turm verfügt über zwei Stockwerke, dabei hat das untere Stockwerk die Form eines Pyramidenstumpfes. Im Untergeschoss befand sich ein fensterloser Lagerraum. Der Zugang zum Turm erfolgte über eine Leiter zum Raum im ersten Geschoss.
Während der britischen Herrschaft wurden diese Türme anfänglich noch genutzt. Captain Dickens schlug 1813 vor, die Türme zu verstärken und die Küstenbefestigungen des Ordens auszubauen. Diese Pläne wurden jedoch nicht verwirklicht. 1828 schlug Captain Jones von den Royal Engineers den Abbruch aller Türme vor. Er begründete seinen Vorschlag damit, dass die Türme einem Beschuss mit moderner Artillerie nicht lange standhalten würden, ein Ausbau jedoch zu aufwändig wäre. Der bauliche Zustand der Türme hatte sich in den davorliegenden Jahren verschlechtert, einige waren in einem ruinösen Zustand, andere bedurften der Instandsetzung. 1832 verfügte Colonel Morshead, Chief Royal Engineer, den Abbruch aller Türme. Letztlich wurde von einem Abriss Abstand genommen und die vorhandenen Türme wurden an die lokalen Behörden übergeben.